# Patrick Zachmann

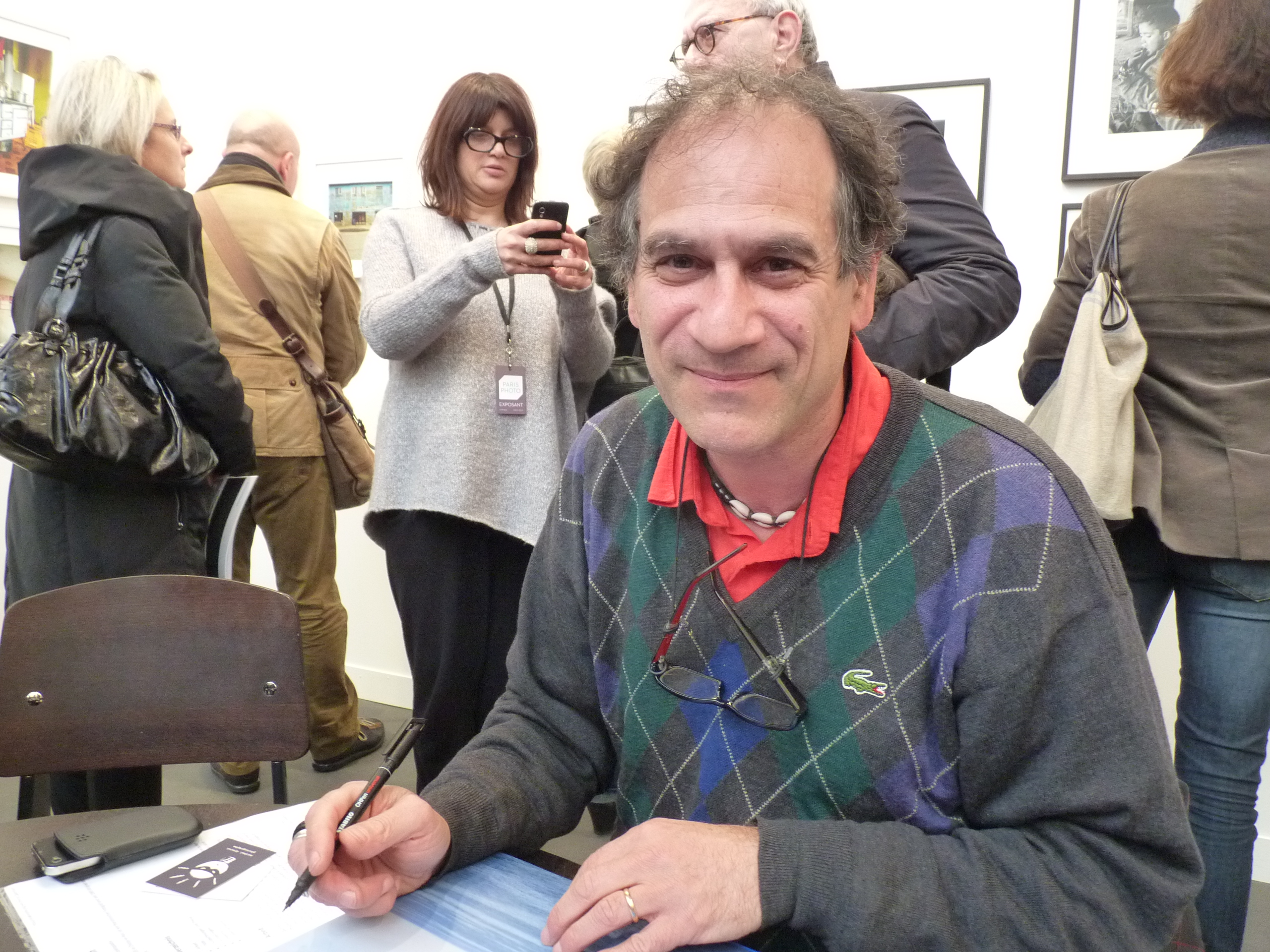
Patrick Zachmann (Paris, 2013).

Patrick Zachmann (Choisy-le-Roi, 18 de agosto de 1955) es un fotógrafo independiente, fotoperiodista y director de cine francés.

## Biografía
Zachmann vive y trabaja en París. Fotógrafo desde 1976 y miembro de la Agencia Magnum desde 1990, Patrick Zachmann se dedica a los ensayos fotográficos de larga duración, que ponen de relieve la complejidad de las comunidades cuya identidad y cultura investiga. De 1982 a 1984, paralelamente a una investigación sobre los paisajes de autopista con el apoyo del ministerio de Cultura francés, realizó un trabajo en los barrios del norte de Marsella sobre jóvenes descendientes de la inmigración, presentado en una exposición colectiva en el Centro Pompidou de París. Después de un proyecto personal de siete años sobre la identidad judía, en 1987 publicó su segundo libro, Enquête d’identité. En 1989, sus fotografías sobre los acontecimientos de la plaza Tiananmen en Pekín tuvieron un amplio eco en la prensa internacional. Patrick Zachmann llevó a cabo durante seis años más un estudio sobre la diáspora china en todo el mundo, que desembocó en 1995 en la publicación de un libro muy bien recibido por la crítica, W. ou l’oeil d’un long-nez, y una exposición presentada en diez países de Asia y Europa. Entre 1996 y 1998, Zachmann realizó el cortometraje La mémoire de mon père, y después su primer largometraje sobre la desaparición de las huellas de la memoria en particular en Chile, Aller-retour. Journal d’un photographe. En 2006, inició un nuevo proyecto en China, Confusions Chinoises. De 2006 a 2008 rodó la película Bar Centre des Autocars en Marsella, sobre el destino de diez jóvenes con dificultades que había conocido y fotografiado hacía veinte años.
En 2009, la Cité d’Histoire de l’Immigration de París, recopila su obra realizada durante veinticinco años de carrera. Con motivo de la nominación de Marsella como capital de la cultura en Europa, en 2013 su obra sobre los inmigrantes procedentes de Argelia, Túnez, Marruecos y otras regiones de África es recopilada y expuesta. En 2014, exhibe su trabajo fotográfico en la Galería Magnum con la exposición Mare Mater. Esta misma es mostrada en el Museo Nicéphore Niepce-en Chalon-sur-Saône, el año siguiente.

## Premios
- Premio Nadar 2016